# Romesh Ranganathan

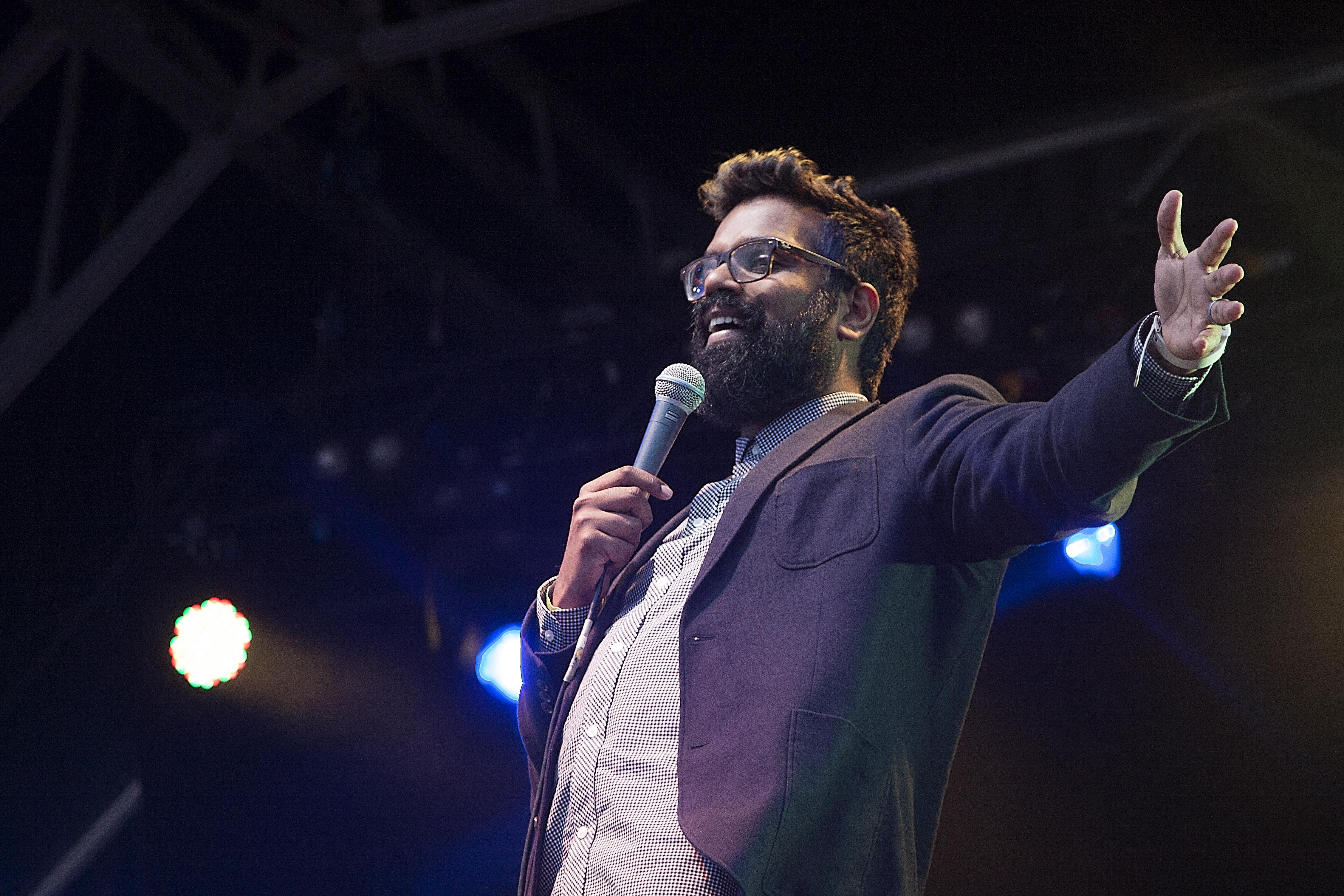
Romesh Ranganathan im Jahr 2015

Jonathan Romesh Ranganathan (* 23. März 1978 in Crawley, West Sussex, England) ist ein britischer Stand-up-Entertainer und Schauspieler.

## Privatleben
Ranganathan stammt von den Sri-Lanka-Tamilen ab, lebt vegan, ist Hindu und Anhänger des Arsenal F.C.
Ranganathan wuchs in Crawley, West Sussex auf und studierte Mathematik am Birkbeck College der University of London. An der Hazelwick School in Crawley unterrichtete er sein Studienfach und kam als Freestyle Rapper unter dem Namen Ranga bis in das Finale eines landesweiten Freestyle-Rap-Wettbewerbs im Vereinigten Königreich.
Er ist verheiratet und hat drei Kinder.

## Karriere
Ranganathan startete als Lehrer mit den ersten Comedian-Versuchen.
Er war als Best Newcomer im Jahr 2013 bei den Edinburgh Comedy Awards nominiert.
Ranganathan war im Jahr 2014 Moderator der Satire-Sketch-Show Newsjack auf BBC Radio 4 Extra.
Im Jahr 2015 trat er bei der The Royal Variety Performance auf. Im gleichen Jahr drehte er in Sri Lanka für BBC Three die dreiteilige Serie Asian Provocateur über die Heimat seiner Vorfahren. Im selben Jahr nahm er an der ersten Staffel von Taskmaster teil.
2016 comoderierte er neben Rachel Riley und Ben Miller in It's Not Rocket Science. Im Oktober 2016 reiste er in einer BBC-Dokumentation mit seiner Mutter nach Nordamerika und traf dort Verwandte.
2017 war er zusammen mit John Lloyd Co-Moderator der Serie The Museum of Curiosity.
Im Jahr 2018 begann er mit Irrational Live seine erste eigene Stand-Up-Comedy-Show und startete mit Just Another Immigrant eine weitere eigene Dokuserie für Showtime, die im Juni 2018 erschien.
Mitte der 2020er-Jahre moderierte er eine Wochenendsendung auf BBC Radio 2. Zudem sprach er ausführlich öffentlich über seinen inneren Kampf gegen eine depressive Erkrankung.

### Live-Gastauftritte
- Live at the Apollo (2013, 2015)
- Mock the Week (seit 2013)
- Sweat the Small Stuff (2013–2014)
- The Dog Ate My Homework (seit 2014)
- The Great British Bake Off: An Extra Slice (2014)
- Virtually Famous (2014)
- 8 Out of 10 Cats Does Countdown (2015)
- The Last Leg (2015)
- Have I Got News For You (2015, 2016)
- Insert Name Here (2016)
- Would I Lie to You? (2015, 2016)
- Alan Carr's 12 Stars of Christmas (2016)
- Big Fat Quiz of the Year (2016)
- QI (2016, 2017, 2018)
- Frankie Boyle's New World Order (2018)
- The Late Late Show with James Corden (2018)
- The Late Show with Stephen Colbert (2018)
- Sunday Brunch (2018)

### Stand-up-DVD
| Jahr | Titel      | Rolle    | Bemerkungen |
| ---- | ---------- | -------- | ----------- |
| 2016 | Irrational | Stand-up | Debüt DVD   |

### Fernsehauftritte
| Jahr      | Titel                                   | TV-Programm       |
| --------- | --------------------------------------- | ----------------- |
| 2014      | Damned                                  | Sky One           |
| 2015–2017 | Play to the Whistle                     | ITV               |
| 2015      | The Apprentice: You're Fired!           | BBC Two           |
| 2015–2016 | Asian Provocateur                       | BBC Three         |
| 2015      | Taskmaster                              | Dave              |
| 2015      | Josh                                    | BBC Three         |
| 2015      | Yonderland                              | Sky One           |
| 2016      | It's Not Rocket Science                 | ITV               |
| 2017      | Comic Relief                            | BBC One / BBC Two |
| 2017      | Romesh: Talking to Comedians            | BBC Three         |
| 2017      | Comedy Playhouse: Mister Winner         | BBC One           |
| 2018      | Just Another Immigrant                  | Showtime          |
| 2018      | The Reluctant Landlord                  | Sky One           |
| 2018      | The Misadventures of Romesh Ranganathan | BBC Two           |
| 2018      | Judge Romesh                            | Dave              |
| 2018      | A League of Their Own                   | Sky One           |